# مارتن جاليا
مارتن جاليا (بالتشيكية: Martin Galia) مواليد 12 أبريل 1979 في كارفينا، التشيك، هو لاعب كرة يد تشيكي يلعب كحارس مرمى. مثل منتخب التشيك لكرة اليد.

## سجل المنافسة
شارك في البطولات التالية:
- بطولة العالم لكرة اليد للرجال 2015

## روابط خارجية
- مارتن جاليا على موقع الاتحاد الأوروبي لكرة اليد (الإنجليزية)